# Пунгол
Пунгол (малайск. Sungai Punggol, кит. трад. 榜鵝河, пиньинь Bǎng'é Hé) — река в Северо-Восточном регионе Сингапура.

## География
Река протекает через территорию семи городов (ПГТ) и Нового Пунгола. В конце 90-х — начале 2000-х большая часть берегов реки была мелиорирована, а само русло канализовано. С 2008 года реализуется проект создания резервуаров для обеспечения Сингапура питьевой водой. В рамках проекта устья рек Пунгол и Серангун были перекрыты дамбами, а между реками прорыт искусственный водовод.